# 安集延州
安集延州是烏茲別克十二個州份之一。它涵蓋4,200平方公里，有人口1,899,500，是乌兹别克人口密度最高的州份。安集延州下轄14個縣，首府設於安集延市。

## 地理位置
安集延州位於烏茲別克東部，在费尔干纳盆地东边。它與以下州份或國家相連（從北開始逆時針）：吉爾吉斯、納曼干州、費爾干納州。公路全長6,200公里，另外鐵路200公里。

## 行政区划
安集延州分为14个区，如下：

## 重要城镇
- 安集延（Andijon）
- 阿萨卡（Asaka）
- 霍诺博德（英语：Xonobod）
- 沙赫里汉（Shahrixon）
- 卡拉苏（Qorasuv）